# Goffs (Kalifornia)
Goffs – obszar niemunicypalny (unicorporated community) w stanie Kalifornia, w północno-zachodniej części hrabstwa San Bernardino. Liczba mieszkańców 23 (2000).

## Położenie
Osada położona jest na pustyni Mojave wzdłuż Drogi nr 66 w odległości ok. 370 km na wschód od Los Angeles i ok. 300 km na wschód od stolicy hrabstwa, miasta San Bernardino. 

## Historia
Goffs pomiędzy 1893 and 1902 nazywało się Blake. Do czasu wybudowania dogodniejszych połączeń w 1931 roku, Goffs było miejscem postoju dla podróżujących Drogą nr 66.